# Louis Kracht

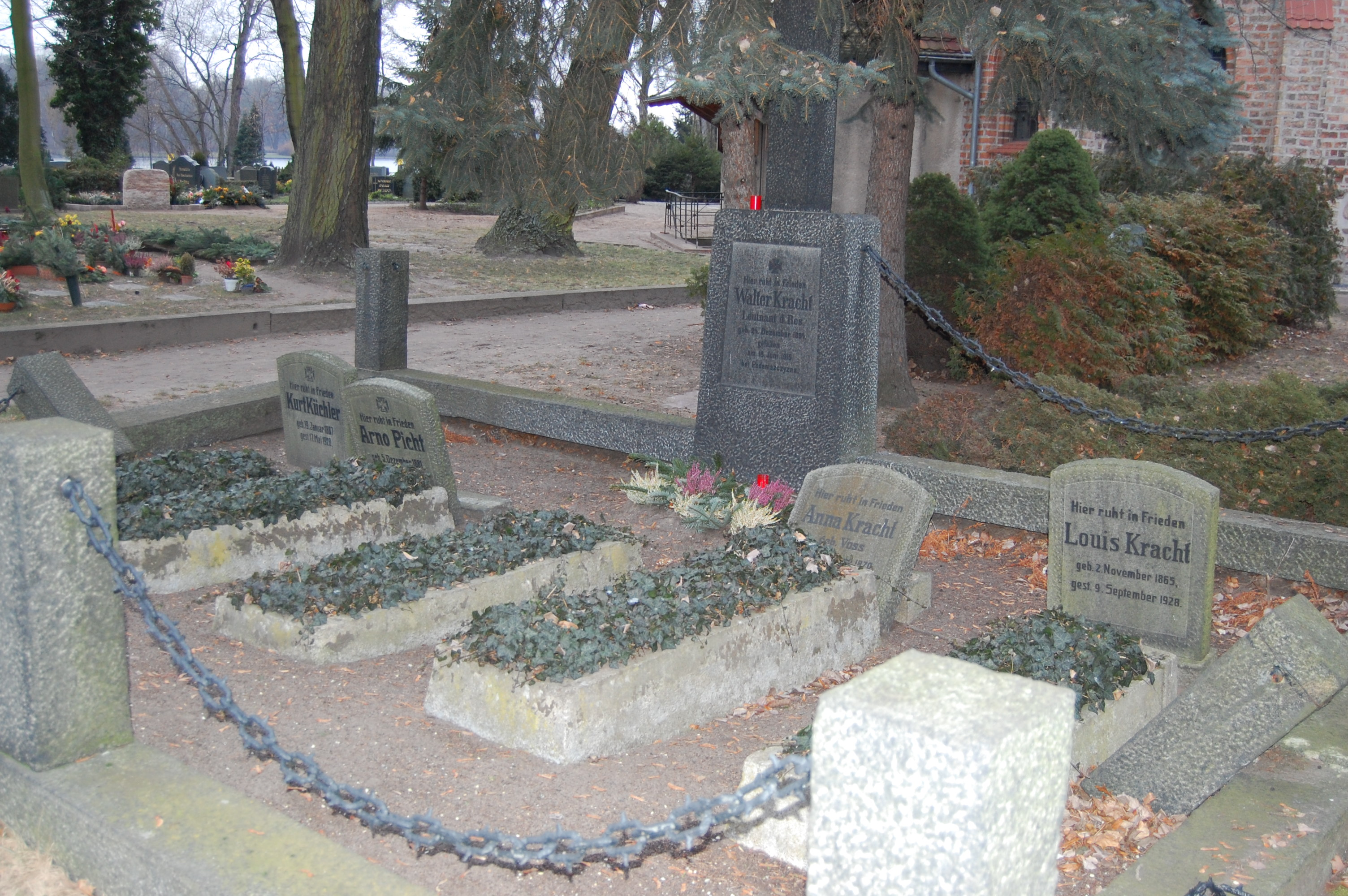
Grab von Louis Kracht

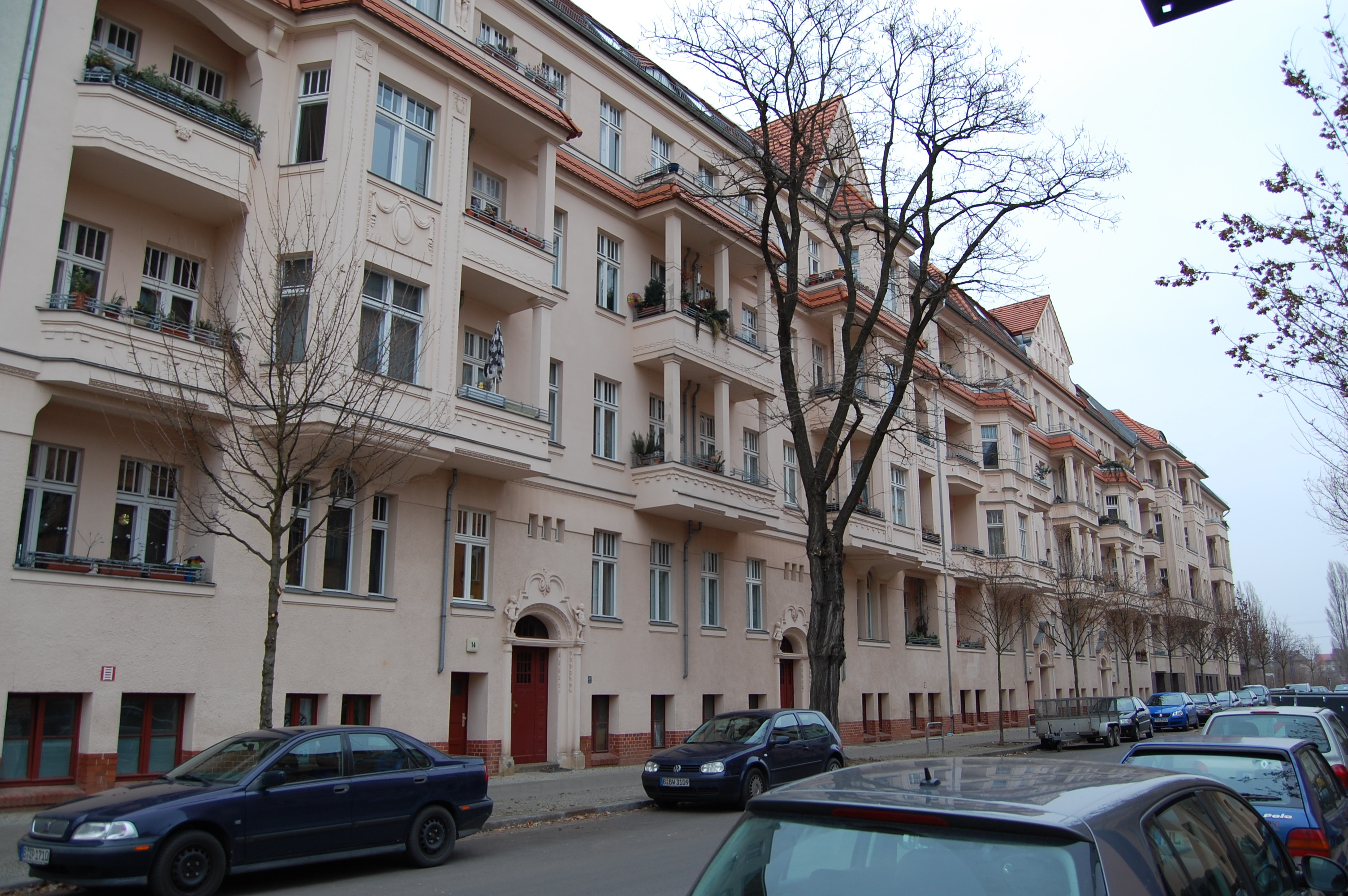
Krachtstraße, Berlin-Stralau

Louis Hugo Kracht (* 2. November 1865 in Stralau; † 9. September 1928 in Berlin) war ein deutscher Kommunalpolitiker.

## Leben
Louis Kracht war Vorsitzender des Waisenrates und Steuereinnehmer der Gemeinde Stralau. 1893 wurde er als Nachfolger des Fabrikanten Paul Rengert, des Besitzers der Palmkernöl- und Schwefelkohlenstoff-Fabrik Rengert & Co., Amts- und Gemeindevorsteher des Ortes und behielt dieses Amt bis zur Eingemeindung Stralaus nach Groß-Berlin 1920. Er starb 1928 und wurde auf dem Friedhof der Evangelischen Kirchengemeinde Alt-Stralau an der Dorfkirche Stralau beerdigt, wo sein Grab bis heute existiert.

## Krachtstraße
Bereits vor 1912 und damit noch während seiner Amtszeit wurde die Krachtstraße in Stralau nach Louis Kracht benannt. Hier und in den benachbarten Straßen entstand zwischen 1910 und 1914 ein Mietshausviertel nach Plänen der Architekten H. und S. Siegenthaler für den Fabrikanten Albert Tabbert, den Besitzer der Berliner Mörtelwerke Gebr. Tabbert. Die Mehrfamilienhäuser stehen bis heute in dieser Straße und wurden als Ensemble unter Denkmalschutz gestellt. Auch der Flaschenturm der Engelhardt-Brauerei an dieser Straße steht unter Denkmalschutz.